# Beuste
Beuste – miejscowość i gmina we Francji, w regionie Nowa Akwitania, w departamencie Pireneje Atlantyckie.
Według danych na rok 1990 gminę zamieszkiwało 505 osób, a gęstość zaludnienia wynosiła 86 osób/km² (wśród 2290 gmin Akwitanii Beuste plasuje się na 711. miejscu pod względem liczby ludności, natomiast pod względem powierzchni na miejscu 1367.).